# Acridoschema itzingeri
Acridoschema itzingeri là một loài bọ cánh cứng trong họ Cerambycidae.